# Bebeto (chanteur)
Roberto Tadeu de Souza ( São Paulo, 7 septembre 1947 ), mieux connu sous le nom de scène de Bebeto, est un chanteur et compositeur brésilien.
Il est l'un des grands représentants et promoteurs de la samba-rock dans les années 1970 et 1980,,,.

## Discographie
- Esperanças mil (1977)
- Cheio de razão (1979)
- Malícia (1980)
- Batalha maravilhosa (1981)
- Bebeto (1981)
- Guerreiro (1982)
- Simplesmente Bebeto (1983)
- Magicamente (1984)
- Fases (1985)
- Vem me amar (1986)
- Bebeto (1988)
- Sorte (1989)
- Bebeto 20 (1991)
- Bebeto (1992)
- Garra, sangue e raça (1995)
- Casa de samba 4 (2000)
- Bebeto ao vivo (2000)
- Swing & samba rock (2001)
- Suinga Brasil (2002)
- Os melhores do ano III (2002)
- Prazer, Eu Sou Bebeto (2010)